# Knipolegus franciscanus
A Knipolegus franciscanus a madarak (Aves) osztályának a verébalakúak (Passeriformes) rendjébe és a királygébicsfélék (Tyrannidae) családjába tartozó faj.

## Rendszerezése
A fajt Emilie Snethlage német-brazil zoológus és ornitológus írta le 1928-ban. Egyes szervezetek szerint, a Knipolegus aterrimus alfaja Knipolegus aterrimus franciscanus néven.

## Előfordulása
Brazília területén honos. Természetes élőhelyei a szubtrópusi és trópusi síkvidéki esőerdők, száraz erdők és cserjések. Állandó, nem vonuló faj.

## Természetvédelmi helyzete
Az elterjedési területe nagy, egyedszáma ugyan csökken, de még nem éri el a kritikus szintet. A Természetvédelmi Világszövetség Vörös listáján nem fenyegetett fajként szerepel.

## További információ
- Képek az interneten a fajról
- Xeno-canto.org - a faj hangja és elterjedési területe